# Калинин, Павел Васильевич
Павел Васильевич Калинин (25 декабря 1905  [7 января 1906], Вертуновка, Саратовская губерния — 23 января 1981, Москва) — советский учёный-геолог и минералог, профессор, Заслуженный деятель науки и техники РСФСР (1967).

## Биография
Родился 25 декабря 1905 (7 января 1906) года в селе Вертуновка, Сердобского уезда Саратовской губернии.
В 1932 году окончил МГРИ. Учился в аспирантуре МГРИ (1933—1935), и в 1938 году защитил кандидатскую диссертацию.
Ученик минералога П. П. Пилипенко, один из первых в СССР геологов-слюдянщиков. В середине 1930-х создал наиболее полную и детальную сводку по минералам Слюдянского рудного района, включившую около 100 видов и разновидностей.
Ушёл на фронт 16 октября 1941 года, добровольцем Краснопресненского Коммунистического батальона. Участвовал в обороне Москвы (рядовой 3-го с.п. 3-й МКСД), а затем заместитель командира взвода роты ПТР 5 МСД. В феврале 1942 года был демобилизован как научный работник с учёной степенью кандидата наук, направлен в МГРИ.
С 1943 года — докторант ИГН АН СССР, доктор геолого-минералогических наук (1959).
Работал инженером-геологом Южно-Уральской экспедиции МГРИ (1932—1933), ассистент, доцентн (с 1938) на кафедре минералогии и геохимии, профессор и заведующий кафедрой (1956—1976)
В 1952—1953 годах был командирован в Китайскую Народную Республику, где принимал участие в организации Пекинского геологоразведочного института по подготовке специалистов геологов-разведчиков.
Скончался 23 января 1981 года в Москве.

## Награды и звания
- 1967 — Заслуженный деятель науки и техники РСФСР
- Орден «Знак Почёта»
- Медаль «За оборону Москвы»
- юбилейные медали.

## Публикации
Среди основных публикаций, книги:
- Сулоев, А.И., Калинин П. В., Марков П. Н., Лашев Е. К., Зубарев Н. Н. Флогопитовые месторождения Слюдянского района: (Южное Прибайкалье). М.; Л.: ГОНТИ, 1939. 351 с.
- Пилипенко П. П., Калинин П. В. Определитель минералов при помощи паяльной трубки; [Предисл. Н. А. Смольянинов]. М.; Л.: Госгеолиздат, 1947. 212 с.
- Калинин П. В. Минералогия и генезис пегматитов и связанных с ними минеральных образований в Слюдянском районе (Южное Прибайкалье). М., 1959. 34 с.

## Память
В честь Павла Васильевича Калининга был назван новый минерал — калининит (ZnCr2S4).